# Hypocera racemosa
Hypocera racemosa är en tvåvingeart som beskrevs av Liu 2001. Hypocera racemosa ingår i släktet Hypocera och familjen puckelflugor. Inga underarter finns listade i Catalogue of Life.